# Jeziorzany (gmina)
Jeziorzany (do 1964 gmina Łysobyki) – gmina wiejska w województwie lubelskim, w powiecie lubartowskim. W latach 1975–1998 gmina położona była w województwie lubelskim.
Siedziba gminy to Jeziorzany.
Według danych z 30 czerwca 2004 gminę zamieszkiwały 2964 osoby. Natomiast według danych z 31 grudnia 2017 roku gminę zamieszkiwało 2837 osób.
Według danych z 31 grudnia 2019 roku gminę zamieszkiwały 2773 osoby.
Gmina wielokrotnie zmieniała przynależność powiatową. Do 1959 roku była w powiecie łukowskim, w latach 1960–1975 w radzyńskim, a od 1999 w lubartowskim.
Przez teren gminy przebiega droga krajowa nr 48 i droga wojewódzka nr 809.

## Struktura powierzchni
Według danych z roku 2002 gmina Jeziorzany ma obszar 66,63 km², w tym:
- użytki rolne: 78%
- użytki leśne: 11%

Gmina stanowi 5,16% powierzchni powiatu.

## Demografia

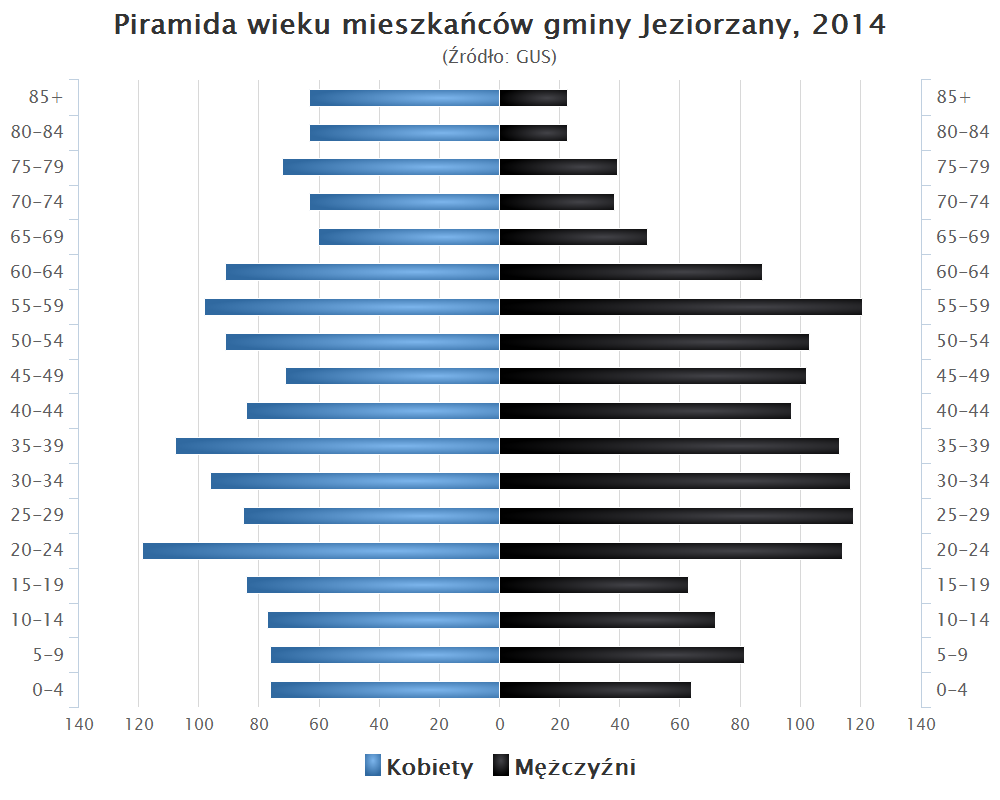
Piramida wieku mieszkańców gminy Jeziorzany w 2014 roku

Dane z 30 czerwca 2004:
| Opis                              | Ogółem | Ogółem | Kobiety | Kobiety | Mężczyźni | Mężczyźni |
| --------------------------------- | ------ | ------ | ------- | ------- | --------- | --------- |
| jednostka                         | osób   | %      | osób    | %       | osób      | %         |
| populacja                         | 2964   | 100    | 1515    | 51,1    | 1449      | 48,9      |
| gęstość zaludnienia (mieszk./km²) | 44,5   | 44,5   | 22,7    | 22,7    | 21,7      | 21,7      |

## Sołectwa
Blizocin, Jeziorzany, Krępa, Przytoczno, Skarbiciesz, Stoczek Kocki, Walentynów, Wola Blizocka
Miejscowości bez statusu sołectwa to kolonie Nowiny Przytockie i Stawik.

## Sąsiednie gminy
Adamów, Baranów, Kock, Michów, Serokomla, Ułęż